# Ilse-Kanal

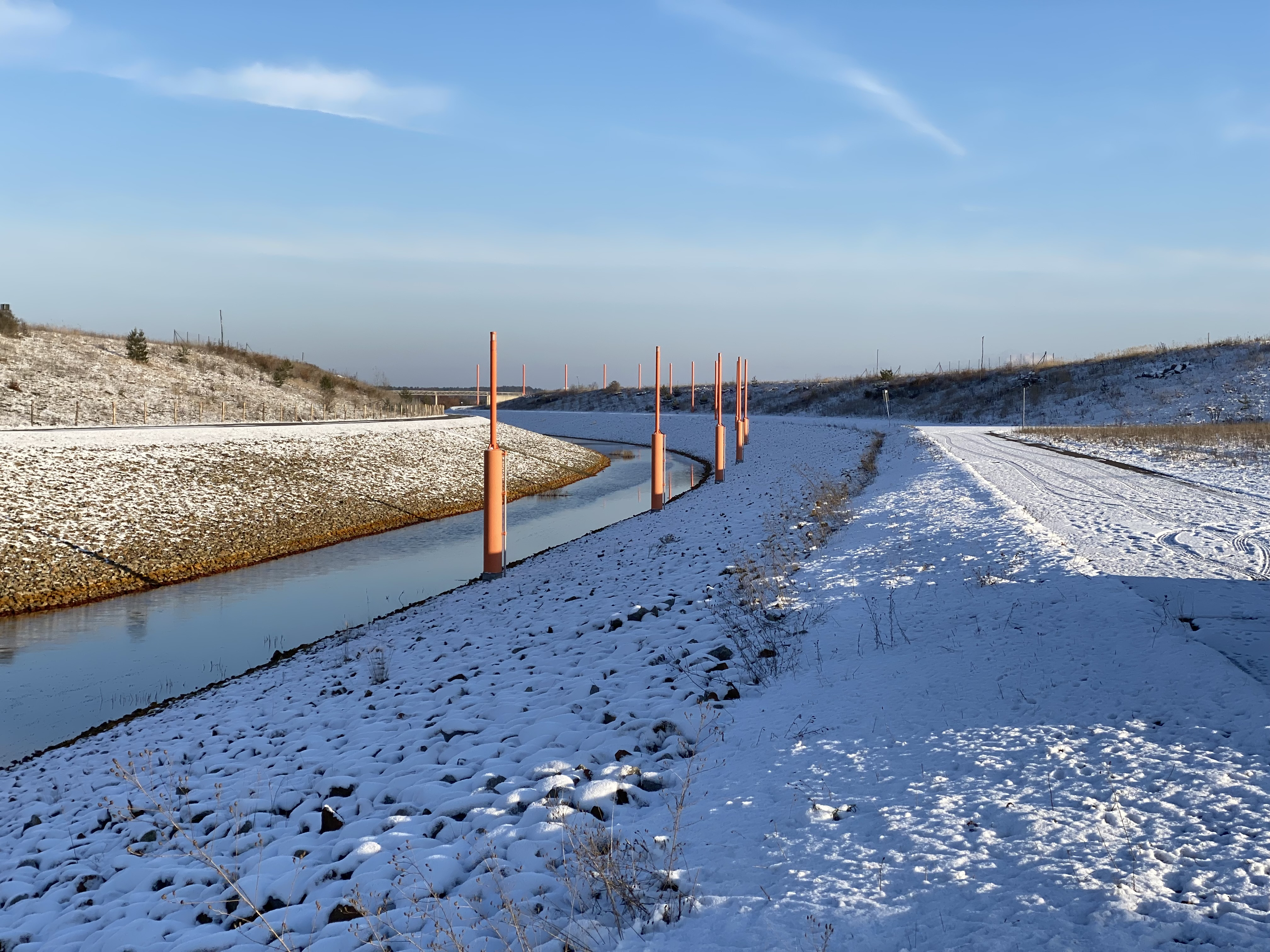
Ilsekanal mit Blick auf Sedlitzer See.

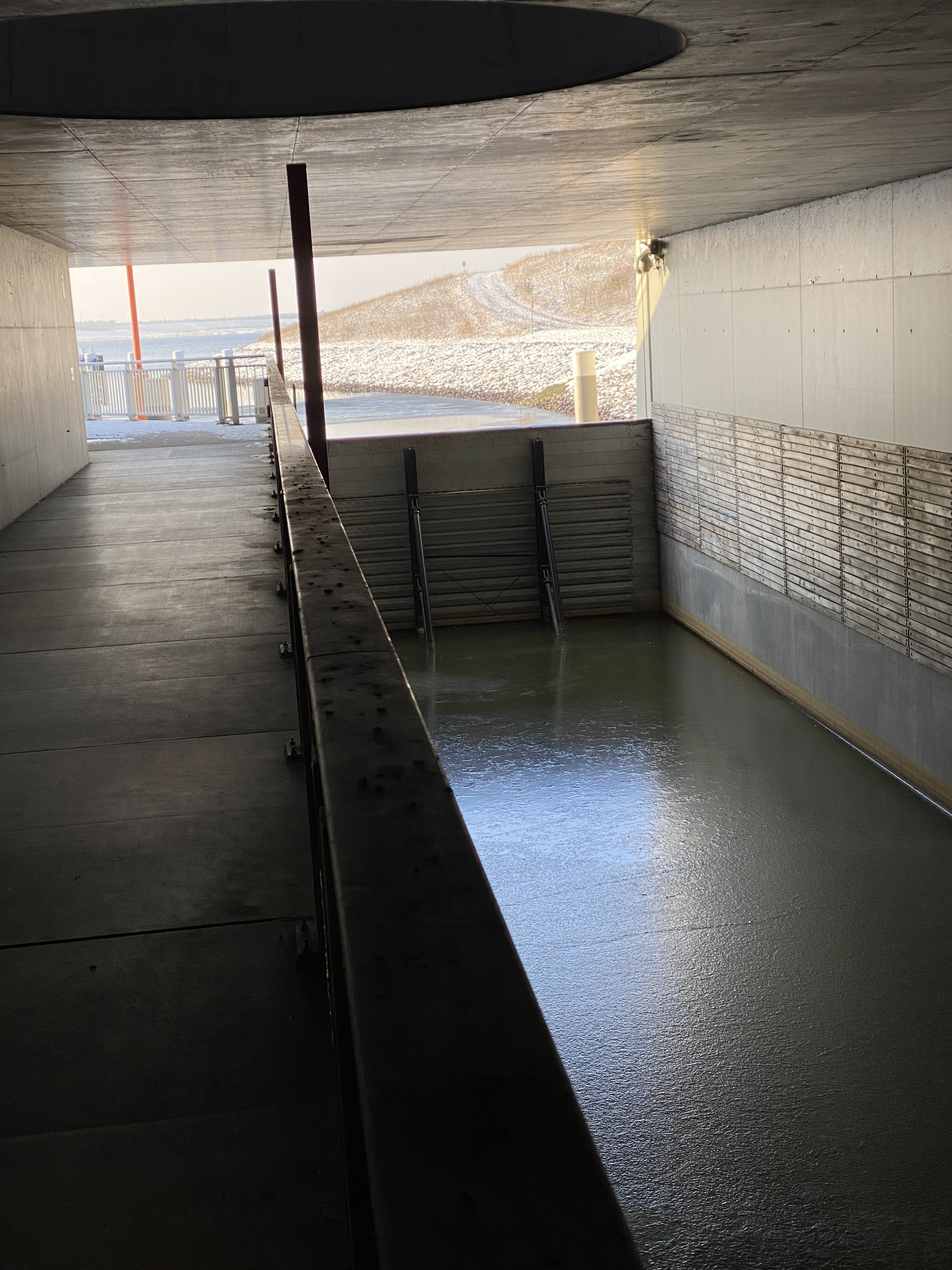
Unterführung unter der Bahnstrecke mit Schott zum Großräschener See

Der Ilse-Kanal (Überleiter 11) ist eine künstlich geschaffene Wasserstraße im südbrandenburgischen Landkreis Oberspreewald-Lausitz.
Er verbindet auf 1197 Metern Länge den Großräschener See (Planungsname: Ilse-See) mit dem Sedlitzer See. Der im Herbst 2014 baulich fertiggestellte Kanal unterquert die jeweils zwei Gleise der Bahnlinien Senftenberg–Cottbus und Senftenberg–Lübbenau sowie die Bundesstraße 169 in einem 186 Meter langen Tunnel.
Wenn beide Seen ihren endgültigen Flutungsstand erreicht haben, wird der Kanal schiffbar sein. Dies ist voraussichtlich (Stand Ende 2022) im Jahr 2025 der Fall.
Auf beiden Seiten des Kanals gibt es Wartungsstraßen, die für den Fuß- und Radverkehr freigegeben sind, im Tunnel nur auf der Südseite. Brücken für den Rad- und Fußverkehr überqueren an beiden Ende den Kanal, östlich der Bundesstraße wird der Kanal noch von einer Nebenstraße überquert.